# Särskilda operationsgruppen

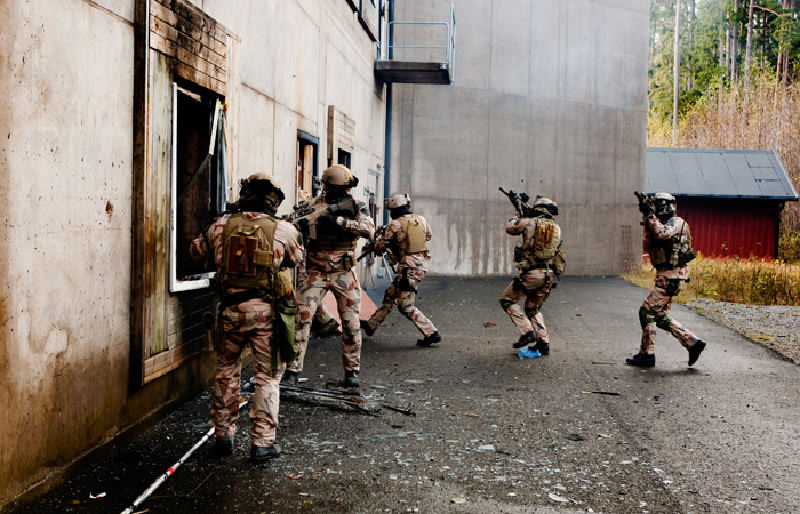
Forças especiais da Suécia em treinamento.

Särskilda operationsgruppen (em língua portuguesa: Força-Tarefa de Operações Especiais, abreviada como SOG) é uma força especial de elite da Suécia que serve desde 2011.
Sua sede é localizada em Karlsborg, Västergötland.